# Лінкольн (Арканзас)
Лінкольн (англ. Lincoln) — місто (англ. city) в США, в окрузі Вашингтон штату Арканзас. Населення — 2294 особи (2020).
Щороку, у перший вікенд жовтня, у Лінкольні проводиться яблучний фестиваль.

## Географія
Лінкольн розташований на висоті 449 метрів над рівнем моря за координатами 35°56′56″ пн. ш. 94°25′3″ зх. д. / 35.94889° пн. ш. 94.41750° зх. д. (35.948834, -94.417468).  За даними Бюро перепису населення США в 2010 році місто мало площу 7,17 км², з яких 7,10 км² — суходіл та 0,07 км² — водойми.

## Демографія
Згідно з переписом 2010 року, у місті мешкало 2249 осіб у 878 домогосподарствах у складі 592 родин. Густота населення становила 313 особи/км².  Було 1015 помешкань (141/км²).
Расовий склад населення:
| - 91,7 % — білих - 2,0 % — корінних американців - 0,9 % — азіатів - 0,5 % — чорних або афроамериканців - 0,1 % — вихідців з тихоокеанських островів - 2,3 % — осіб інших рас |

До двох чи більше рас належало 2,5 %. Іспаномовні складали 6,5 % від усіх жителів.
За віковим діапазоном населення розподілялося таким чином: 28,8 % — особи молодші 18 років, 57,1 % — особи у віці 18—64 років, 14,1 % — особи у віці 65 років та старші. Медіана віку мешканця становила 34,4 року. На 100 осіб жіночої статі у місті припадало 93,7 чоловіків;  на 100 жінок у віці від 18 років та старших — 93,6 чоловіків також старших 18 років.
Середній дохід на одне домашнє господарство  становив 36 478 доларів США (медіана — 23 692), а середній дохід на одну сім'ю — 47 434 долари (медіана — 41 563). Медіана доходів становила 31 369 доларів для чоловіків та 32 222 долари для жінок. За межею бідності перебувало 34,8 % осіб, у тому числі 46,9 % дітей у віці до 18 років та 25,1 % осіб у віці 65 років та старших.
Цивільне працевлаштоване населення становило 840 осіб. Основні галузі зайнятості: освіта, охорона здоров'я та соціальна допомога — 20,6 %, роздрібна торгівля — 17,1 %, виробництво — 13,5 %, науковці, спеціалісти, менеджери — 10,1 %.
За даними перепису населення 2000 року в Лінкольні проживало 1752 особи, 472 родини, налічувалося 723 домашніх господарств і 798 житлових будинків. Середня густота населення становила близько 381 особа на один квадратний кілометр. Расовий склад Лінкольна за даними перепису розподілився таким чином: 91,78 % білих, 2,57 % — корінних американців, 0,06 % — азіатів, 3,03 % — представників змішаних рас, 2,57 % — інших народів. Іспаномовні склали 5,08 % від усіх жителів міста.
З 723 домашніх господарств в 29,7 % — виховували дітей віком до 18 років, 50,2 % представляли собою подружні пари, які спільно проживали, в 12,0 % сімей жінки проживали без чоловіків, 34,7 % не мали сімей. 30,8 % від загального числа сімей на момент перепису жили самостійно, при цьому 17,0 % склали самотні літні люди у віці 65 років та старше. Середній розмір домашнього господарства склав 2,42 особи, а середній розмір родини — 3 особи.
Населення міста за віковим діапазоном за даними перепису 2000 року розподілилося таким чином: 26,7 % — жителі молодше 18 років, 8,6 % — між 18 і 24 роками, 26,7 % — від 25 до 44 років, 21,3 % — від 45 до 64 років і 16,8 % — у віці 65 років та старше. Середній вік мешканця склав 35 років. На кожні 100 жінок в Лінкольні припадало 88,6 чоловіків, у віці від 18 років та старше — 84,1 чоловіків також старше 18 років.
Середній дохід на одне домашнє господарство в місті склав 27 639 доларів США, а середній дохід на одну сім'ю — 37 102 долара. При цьому чоловіки мали середній дохід в 26 860 доларів США на рік проти 18 958 доларів середньорічного доходу у жінок. Дохід на душу населення в місті склав 14 232 долари на рік. 12,7 % від усього числа сімей в окрузі і 15,8 % від усієї чисельності населення перебувало на момент перепису населення за межею бідності, при цьому 18,5 % з них були молодші 18 років і 11,8 % — у віці 65 років та старше.